# Ephydra niveiceps
Ephydra niveiceps är en tvåvingeart som beskrevs av Cresson 1916. Ephydra niveiceps ingår i släktet Ephydra och familjen vattenflugor. Inga underarter finns listade i Catalogue of Life.